# ميخائيل روبنسون (شاعر)
ميخائيل روبنسون هو فنان وشاعر كندي، ولد في 1948 في تورونتو في كندا، وتوفي في 2010.